# 機内誌

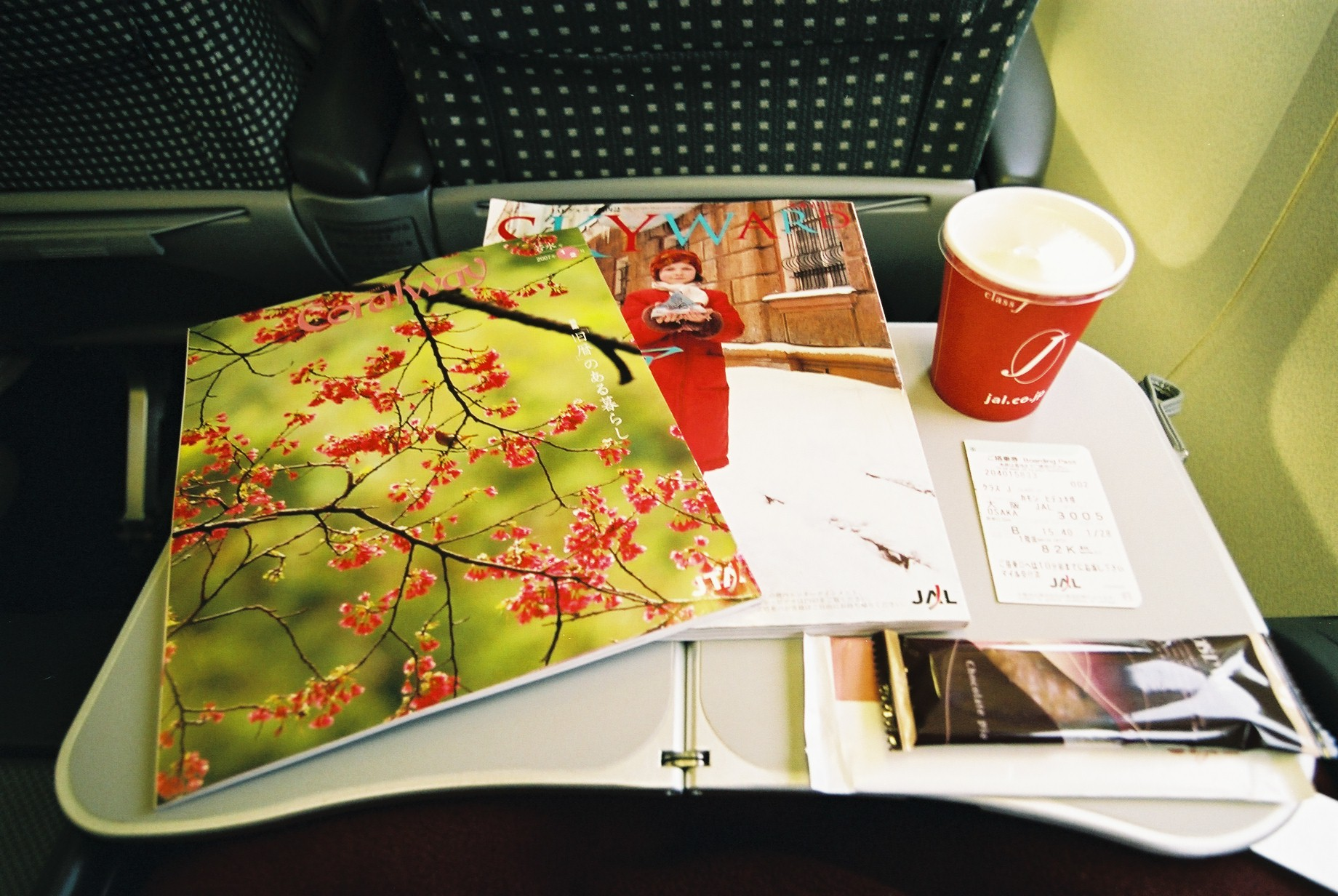
JALグループの機内誌「SKYWARD」（下）と「Coralway」

機内誌（きないし）は、旅客機の乗客のために航空会社が機内に搭載し、無料（追加料金なしという意味で、運賃に含まれる）で配布する雑誌（フリーペーパーの一種）のこと。

## 概要
1936年にパンナム（パンアメリカン航空）やユナイテッド航空が乗客向けに提供を開始、1947年にユナイテッド航空が独自の「Mainliner Traveler」を始める。現在では格安航空会社（LCC）を含む多くの航空会社が搭載している。
その多くが月刊で、自社便が就航する都市やその周辺の観光地や文化の紹介などがその内容の多くを占め、新規に導入されたサービスの案内や空港の案内、自社の路線図が掲載されていることも多い。
また、免税品などの機内販売の紹介が併記されていることも多かったが、近年になって航空会社が機内販売を大きな収益源と考えるようになってから販売される品目が増えたため、機内販売の専用冊子が作られるケースも多くなった。同じく、機内エンターテインメントの充実とともに、機内音楽チャンネルや個人用テレビのプログラムを別冊子にするケースも多い。
なお、日本では、日本航空（JAL）が現在の『SKYWARD』の前身となる 『Jet Travel』を1961年に国内線に搭載したのが始まりである（1976年には国際線版の『Garden Jet』も創刊され、その後両誌は1979年に『winds』に統一された）。
同様に鉄道の車内で無料配布する車内誌も存在する。

### 使用言語
大抵の場合、自国語と英語が併記され、その他の主な就航地の言語を併記する場合もある。
日本国内の国内線では、国際線機材の間合い運用などの例外を除いて、日本語のみの機内誌で提供している。

## 主な機内誌
（日本語版・日本語が併記されているもの。）
日系航空会社
- 日本航空（JAL）：SKYWARD（スカイワード） / Agora（アゴラ、JALグローバルクラブ会員・JALカードCLUB-A会員・JALダイナースカード会員・ファーストクラス乗客向け（2024年3・4月号を最後に紙媒体の発行を取りやめ、電子版に移行）[6]）
  - 日本エアコミューター（JAC）：JACNOW「ゆいタイム」（ジャックナウ）
  - 北海道エアシステム（HAC）：HAC Magazine（ハックマガジン）
  - 日本トランスオーシャン航空（JTA ）/琉球エアーコミューター（RAC）：Coralway（コーラルウェイ）
- 全日本空輸（ANA）：翼の王国 TSUBASA-GLOBAL WINGS-（ツバサ グローバル ウィングス）
- スカイマーク：空の足跡
- AIRDO：rapora（ラポラ）
- ソラシドエア：ソラタネ
- スターフライヤー：S magazine・J catalog（通販大手「ジャパネットHD」との共同運営で発行されていたが、2024年3・4月号を最後に発行を中止）/ 雲のうえ（北九州市が作成する北九州情報誌、東京/羽田 - 北九州線のみ）
- フジドリームエアラインズ：DREAM3776（ドリームさんななななろく）
- Peach Aviation ：PEACH LIVE（ピーチライブ）
- ジェットスター・ジャパン：Jetstar Japan Magazine（ジェットスター・ジャパン・マガジン）
- 春秋航空日本：LOVE!佐賀（ラブ・さが 佐賀県・宝島社による情報誌）

外資系航空会社
- 大韓航空：Morning Calm（モーニング・カーム）
- キャセイパシフィック航空：CATHAY（キャセイ）
- ベトナム航空：HERITAGE（ヘリテージ）
- ガルーダ・インドネシア航空：Colours（カラーズ）
- KLMオランダ航空：Hollald Herald（ホランドヘラルド）